# Briancourt-et-Montimont
Briancourt-et-Montimont est une ancienne communauté villageoise de l'Ancien-Régime, sise alors dans le nord de la Champagne. À la formation des communes en 1789, ses deux parties furent dispersées : Briancourt est devenu un hameau de la commune de Bosseval-et-Briancourt ,  Montimont, un hameau de Donchery.

## Histoire
La communauté des paysans eut à souffrir de la Fronde et de la guerre franco-espagnole qui lui était connexe. La Statistique  des élections de Reims, Rethel et Sainte-Ménehould dressée en 1657 par le sieur Terruel en vue du projet de cadastre général de la généralité de Chalons, ensuite du projet du maréchal de Fabert indique :
« Briancourt et Monthimont. — Autrefois 36 habitants et 7 charrues. — Terres labourables médiocres 149 arpents et autant ou plus vains. — Prés 36. — Bois communs avec Donchery. — Charrue 1 à Briancourt, pas à Monthimont. — Un habitant et une maison à Briancourt, le reste des deux hameaux est brûlé. — Ledit habitant se tient à Donchery pour n'estre molesté et ne pas payer les deux places du quartier d'hiver, ne pouvant obliger les bourgeois de Donchery, qui font labour audit Briancourt, de payer leur part. — Reste encore 4 hab. dudit Briancourt, bourgeois audit Donchery depuis huit ans et payent avec Donchery le quartier d'hiver. — Payent à Luxembourg 88 livres — Taille 460 livres — en 1657 :80 livres »
Louis-Urbain Le Fèvre de Caumartin, d'après la dénombrement de 1735, indique :
« Briaucourt et Monthiemont, annexe : 18 feux. » . Elle dépendait de l'élection de Rethel, généralité de Champagne.
Elle présenta des doléances, comme communauté villageoise, aux États généraux de 1789,